# Ка-20
Ка-20 (по кодификации НАТО:  Harp — «Арфа») — прототип советского противолодочного вертолёта корабельного базирования, базовая модель вертолёта Ка-25.
Вертолёт нового поколения требовался ВМФ для борьбы с атомными подводными лодками и надводными кораблями. Он должен был решать задачи противолодочной обороны, разведки и целеуказания, траления мин, выполнения спасательных и других работ. Легкий корабельный вертолет Ка-15 новым требованиям флота уже не удовлетворял.
Рразработан вертолёт в ОКБ Камова под руководством главного конструктора Николая Ильича Камова. Впервые поднялся в небо 20 июля 1961 года. 9 августа того же года Ка-20 демонстрировался на воздушном параде в Тушино с новыми турбовальными двигателями ГТД-3 и с макетами ракет. Вскоре проект был заменён немного переработанным вариантом, вошедшим в серию как Ка-25.